# 建設業労働災害防止協会
建設業労働災害防止協会（けんせつぎょうろうどうさいがいぼうしきょうかい、略称:建災防）は、労働災害防止団体法に基づき設置された、厚生労働省所管の特別民間法人。建設業従事者に対する労働災害に関する注意喚起のほか、労働安全衛生法に基づく技能講習や特別教育も行っている。

## 概要
- 所在：東京都港区芝5-35-2
- 設立：1964年9月1日
- 会長：今井雅則（戸田建設会長）
- 英名:Japan Construction Occupational Safety and Health Association（略称：JCOSHA）